# Lou Wangberg
Louis „Lou“ Wangberg (* 27. März 1941 in Bemidji, Minnesota) ist ein US-amerikanischer Politiker. Zwischen Anfang 1979 und Ende 1983 war er Vizegouverneur des Bundesstaates Minnesota.

## Werdegang
Lou Wangberg genoss eine College-Ausbildung und begann danach eine lange Laufbahn im Schuldienst. Er wurde Schulrat im Bereich der Stadt Bemidji. Außerdem bekleidete er einige Ämter in der freien Wirtschaft. Er war auch im Vorstand der Firma Jostens Corporation sowie Geschäftsberater und Leiter des Flagler Career Institute. Politisch schloss er sich der Republikanischen Partei an, die sich in Minnesota zwischen 1975 und 1995 Independent-Republican Party nannte.
1978 wurde Wangberg an der Seite von Al Quie zum Vizegouverneur von Minnesota gewählt. Dieses Amt bekleidete er zwischen 1979 und 1983. Dabei war er Stellvertreter des Gouverneurs. Zeitweise war er auch dessen Stabschef. Bis heute ist Lou Wangberg der letzte männliche Vizegouverneur von Minnesota. 1982 kandidierte er erfolglos für das Amt des Gouverneurs. Nach seiner Zeit als Vizegouverneur arbeitete er fünf Jahre lang für ein Fortune-500-Unternehmen. Später zog er nach Plantation in Florida. Dort ist er erneut im Schuldienst tätig. An der Pembroke Pines Charter High School unterrichtete er die Fächer amerikanische Geschichte und Wirtschaftspolitik.